# Policarpo de Magalhães Viotti
Policarpo de Magalhães Viotti (Caxambu, 16 de junho de 1880 — Belo Horizonte, 5 de janeiro de 1975) foi um político brasileiro. Foi casado e teve onze filhos com Marieta Abranches Viotti, filha de Frederico Abranches, que exerceu as funções políticas de presidente do Paraná e do Maranhão quando ainda eram províncias e senador à época do Império.

## Carreira Política
De família engajada em assuntos políticos, Policarpo de Magalhães Viotti seguiu os passos de seu pai, Policarpo Rodrigues Viotti, que entrou na vida política como deputado constituinte em 1891. Seu tio, Domingos Rodrigues de Viotti, também exercia cargo político e foi deputado provincial durante o Império e, ainda, deputado estadual por Minas Gerais entre os anos de 1891 e 1895.
Formado em direito e bacharel em ciências jurídicas e sociais pela Faculdade de Direito de São Paulo, Viotti fez sua primeira ação política em 1905, quando declarou apoiar a candidatura de Campos Salles à presidência da República, enquanto ainda era universitário. Seu engajamento político tornou-se ainda mais forte quando, ainda aluno, ajudou na criação e implementação do Centro Acadêmico XI de Agosto, que vigora até os dias de hoje sobre novas gestões dentro da Universidade de Direito de São Paulo, mantida pela USP.
Depois de concluir os estudos em São Paulo, Policarpo de Magalhães Viotti retorna para Minas Gerais, onde foi nomeado, em 1910, promotor de justiça interino do município de Baependi. No mesmo ano participou ativamente ao lado de seu pai da Campanha Civilista, que pretendia ajudar Rui Barbosa em sua candidatura `a presidência. Em agosto de 1910 desempenhou papel de representante de Baependi, Airuóca e Caxambu em convenção que ocorreu no Rio de Janeiro em prol da candidatura de Barbosa.
Em 1914 tornou-se prefeito de Caxambu, que atualmente conta com 21.719 habitantes. Ao final de seu mandato, em 1917, foi realocado na prefeitura de Poços de Caldas, na qual desempenhou funções políticas entre 1918 e 1920.
Após sua exoneração, em 1920, Viotti passou a trabalhar como advogado durante três anos em Caxambu, cidade onde nascera e, em 1923, foi convidado para ser reitor do Ginásio Mineiro, função que exerceu até 1929. Em 1930 foi nomeado auditor de Justiça Militar de Minas Gerais sofrendo uma promoção em 1946, que o elevou a juiz e primeiro presidente do Tribunal Superior de Justiça Militar. Seguiu no cargo até 1950 quando se aposentou.
Enquanto exercia o papel de auditor da Justiça Militar, apoiou a Artur Bernardes na Revolução Constitucionalista, em 1932. No ano seguinte foi eleito deputado na Assembleia Nacional Constituinte por Minas Gerais. Sua eleição se deu por meio do Partido Republicano Mineiro (PRM) e contou com o apoio da Liga Eleitoral Católica de Minas. Em 1934 foi eleito deputado federal por Minas Gerais, ainda pelo PRM, seguindo como integrante da Câmara dos Deputados até 1937.
Apesar de sua aposentadoria, em 1950, Viotti seguiu na vida política sendo figura importante e desempenhando papéis de renome dentro do estado de Minas Gerais. Entre os anos de 1953 e 1957, Policarpo de Magalhães Viotti foi juiz do Tribunal Regional Eleitoral (TRE) de Minas Gerais.
Além de sua trajetória política, ao longo de sua vida Policarpo de Magalhães Viotti também desenvolveu colaborações textuais para veículos de comunicação, como Gazeta de Caxambu, Diário Popular e para o jornal oficial desenvolvido pelo Centro Acadêmico XI de Agosto.